# 아고스티뉴 네투
안토니우 아고스티뉴 네투(포르투갈어: António Agostinho Neto, 1922년 9월 17일 앙골라 벵구주 ~ 1979년 9월 10일 소비에트 연방 모스크바)는 앙골라의 독립운동가, 시인, 의사, 앙골라 인민공화국의 초대 대통령이다.
1948년 루안다에서 처음으로 시집을 출판하고 앙골라 고유 문화를 재발견하기 위해 민족문화 운동에 가담하면서 이름이 알려졌다. 의학공부를 위해 포르투갈 리스본으로 간 뒤 정치 활동으로 체포된 것을 시작으로 여러 번 체포되었으며, 1959년 의사가 되어 앙골라로 돌아왔으나 1960년 6월 식민지 정권에 저항했다는 이유로 다시 체포되었다.
환자들이 그의 체포에 항의했고 경찰이 발포하여 수명이 죽고 200명이 부상당했다. 그 후 2년 동안 카보베르데와 포르투갈에 억류되어 1962년 모로코로 탈출해 그곳에 망명해있던 앙골라 독립운동가들과 합류해 1962년 앙골라 해방인민운동(MPLA)의 의장으로 선출되었다.
1975년부터는 앙골라 내전을 벌여 MPLA는 쿠바의 도움으로 수도를 포함한 국토 중심부를 점령해 마르크스주의자인 네투를 앙골라 인민공화국 초대 대통령으로 선포했다.
그리고 그의 시는 1958년 마리오 드 안드라데의 《포르투갈식 흑인 시선집》을 포함해 포르투갈과 여러 평론지에 발표되었다.